# Dar en el clavo
Dar en el clavo (en hangul, 판타G스팟) es una serie de televisión web surcoreana dirigida por Lee Yoon-ah y protagonizada por Ahn Hee-yeon y Bae Woo-hee. Se emitió por la plataforma Coupang Play desde el 23 de diciembre de 2022 hasta el 13 de enero de 2023.

## Sinopsis
En una empresa de comunicaciones, dos empleadas que son amigas íntimas reciben el encargo temporal de realizar un pódcast dedicado al amor y la sexualidad. La primera de ellas es Son Hee-jae (Ahn Hee-yeon), y no parece muy indicada para tratar de estos temas, pues no tiene mucha experiencia y la vida íntima con su novio es para ella muy insatisfactoria. Trabajar en el pódcast le abrirá nuevas perspectivas. La segunda amiga es Lee Mi-na (Bae Woo-hee), que sí tiene mucha experiencia, pero a causa de una traumática relación pasada vive el sexo como algo desligado del amor. Un día conoce casualmente a alguien que puede hacer cambiar sus puntos de vista. Se puede decir, pues, que Hee-jae ha conocido el amor pero no el sexo, en tanto que a Mi-na le sucede lo contrario. Ambas intentarán completar su experiencia con la parte que les falta, al mismo tiempo que van trabajando en el pódcast.

## Reparto
- Ahn Hee-yeon (Hani) como Son Hee-jae.[5][6]
- Bae Woo-hee como Lee Mi-na.[1][7][8]
- Park Sun-ho como Kang In-chan.[9][6]
- Choi Gwang-rok como Choi Woo-jae.[10][11]
- Hong Seok-cheon como el director Sim.[10]
- Kim Bup-rae como el jefe del pub.
- Choi Woong como Kim Hyeon-woo, el novio de Hee-jae.[11]
- Jung Soo-young como Lee Mi-yeong, ginecóloga, que es la hermana mayor de Mi-na.
- Jung Young-joo como la encargada de la tienda Love, Peace, Sex.
- Hyejidaeji como Kim Ji-won.
- Yeon-ji.
- Cha Sun-woo como Cha Seon-woo (aparición especial).

## Producción
En septiembre de 2022 se publicaron imágenes de la lectura del guion y se anunció que el rodaje comenzaría inmediatamente después.
Dar en el clavo se iba a presentar en principio el 12 de diciembre de 2022, pero se canceló esta fecha y se retrasó la emisión, prevista para el día 16. Coupang Play no reveló el motivo del retraso. La serie se presentó finalmente el día 22 en el Chosun Palace Gangnam, Seúl. La directora Lee Yoon-ah declaró durante la presentación: «quería hacerla porque el contenido era realmente intenso mientras miraba la sinopsis del escritor. No hay muchas series como esta en Corea. Así que quería hacer más».
Tras la emisión de la serie, una de las actrices de reparto, Yeon-ji, publicó una entrada en su blog en la que refería que durante el rodaje el equipo de producción elevó el nivel de exposición de su cuerpo para una escena en la que se había planeado que apareciera en ropa interior. La directora le dijo que si no mostraba el torso desnudo la reemplazaría por otra actriz. El 20 de febrero Yeon-ji se retractó de lo escrito declarando que había participado por elección propia y que no se arrepentía de ello. Por su parte, tanto Coupang Play como la productora de la serie Big Wave Entertainment evitaron pronunciarse sobre este asunto.

## Recepción
La serie tuvo una acogida favorable del público. Las historias presentadas en cada episodio se basan en encuestas reales, por lo que despiertan más simpatía entre los espectadores, algunos de los cuales comentaron con favor la franqueza con que afronta la sexualidad femenina. Este mismo aspecto fue también resaltado por el equipo de producción: «atrajimos la empatía de los principales espectadores al tratar honestamente la historia del sexo de las mujeres, que no estaba bien cubierta en la corriente principal. Además, las preocupaciones realistas de las mujeres en la serie eran historias que no se podían encontrar fácilmente en K-dramas anteriores».
El hecho de que las dos protagonistas sean dos conocidos ídolos de grupos femeninos de K-pop (Hani de EXID y Woohee de Dal Shabet) y que ambas tomaran parte en escenas de contenido sexual aumentó la repercusión de la serie, algunas de cuyas secuencias se hicieron virales entre sus seguidores.